# ТЕЦ Bangkok Cogeneration
12°42′23″ пн. ш. 101°9′5″ сх. д. / 12.70639° пн. ш. 101.15139° сх. д.
ТЕЦ Bangkok Cogeneration — колишня теплова електростанція, що працювала у тайській провінції Районг.
В 1999 році на майданчику станції став до ладу парогазовий блок комбінованого циклу потужністю 115 МВт, в якому одна газова турбіна живила через котел-утилізатор одну парову турбіну.
Як паливо станція споживала природний газ (в тій же індустріальній зоні знаходяться ГПЗ Районг, через який проходить продукція родовищ Сіамської затоки, та термінал для імпорту ЗПГ Мап-Та-Пхут).
Проєкт реалізували через компанію Bangkok Cogeneration, засновниками якої виступили нідерландська Air Products Investment B.V. Company Limited та місцеві Hua Kee Paper, Jatubutr Holding і Bangkok Industrial Gas.
Станція отримала довгостроковий 21-річний контракт на викуп 90 МВт потужності державною електроенергетичною компанією Electric Generating Authority of Thailand (EGAT), тоді як надлишкова електроенергія та вироблена технологічна пара постачались розташованому поруч виробничому майданчику Bangkok Industrial Gas Company. За усталеною в Таїланді практикою, по завершенні гарантованого контракту з EGAT станція підлягала демонтажу або докорінній модернізації, яка зазвичай означає спорудження нових блоків. Нове будівництво дійсно почалось в межах проєкту BCC2, втім, майданчик для нього обрали за 1,5 кілометра на північний захід від майданчика  старої ТЕЦ.